# Nachahmung (Soziologie)
Die Nachahmung wurde in der Soziologie bereits 1890 von Gabriel Tarde als zentrales Konzept entwickelt.
Tardes Grundbeobachtung war, dass die Exklusion sozial Aufsteigender vonseiten herrschender Machteliten aus der Oberschicht darunterstehende soziale Gruppierungen dazu veranlasst, wenigstens Attribute von deren Lebensstil nachzuahmen. Dazu gehören Attitüden, Moden, später Badeorte oder auch Sportarten wie Polo oder Golf und Ähnliches.
In der ständisch organisierten Gesellschaft des 18. Jahrhunderts begegnete der französische Adel diesem Bestreben durch vom König erwirkte Verbote (den Bürgern wurde z. B. das adelige Blau als Kleidungsfarbe untersagt; es wich auf Dunkelgrün aus). Seit das nicht mehr möglich ist, räumen herrschende Gruppierungen durch die Aufnahme neuer, oft teurer Lebensstil-Attribute freiwillig das Feld, was zur conspicuous consumption (nach Thorstein Veblen) führt, oder sie schotten ihre sozialen Netzwerke von Parvenüs ab.
In der Jugendsoziologie unterschied Lars Clausen 1976 „kindliches“ von „jugendlichem“ Handeln als „nachahmende“ oder „imitatorische“ gegenüber „antizipatorischer Aktivität“.
René Girards mimetische Theorie stellt einen Zusammenhang zwischen Nachahmung und Rivalität bzw. Gewalt her.